# اوسترلاند
اوسترلاند (به هلندی: Oosterland) یک منطقهٔ مسکونی در هلند است که در اسخائن-دایفه‌لاند واقع شده‌است. اوسترلاند ۲٬۴۱۵ نفر جمعیت دارد.